# Frederik Vermehren
 Der er flere personer med dette navn, se Frederik Vermehren (læge).
Johan Frederik (Frits) Nikolai Vermehren (født 12. maj 1823 i Ringsted, død 10. januar 1910 i København) var en dansk maler og professor, far til lægen Frederik Vermehren og malerne Gustav og Sophus Vermehren.

## Opvækst og ungdom
Kårene i Vermehrens barndomshjem var knappe, og allerede som lille dreng måtte Vermehren gøre gavn i farens værksted, så han ikke fik så megen tid, som han ønskede, til at tegne. Lysten dertil øgedes, da han fik lejlighed til at se sit 15 år ældre bysbarn Jørgen Roeds arbejder, men om nogen undervisning i kunstens begyndelsesgrunde blev der ikke tale, før han i 1838 blev optaget som elev på Sorø Akademi, hvor han fik landskabsmaleren Johannes Harder til tegnelærer. Under Harders vejledning gjorde den evnerige dreng gode fremskridt, og samtidig tegnede han efter naturen på egen hånd, navnlig portrætter. Mere og mere voksede hans lyst til helt at vie sig til kunsten, men hans far gjorde vanskeligheder, og først da Vermehren i 1843 havde taget afgangseksamen og var godt på vej til filosofikum, lykkedes det digteren B.S. Ingemann – som dengang var Akademiets direktør og kærligt havde taget sig af den begyndende kunstner – at overvinde farens betænkeligheder.

## København
I 1844 drog Vermehren til København, hvor han straks blev elev på Kunstakademiet og begyndte at arbejde under Roed. Efter tre års studier udstillede han sit første maleri, En Skomager i sit Køkken, som blev købt af Christian 8. og rost af Høyen.
Samme år kom foruden fire portrætter En Spindekone, der blev erhvervet af Selskabet for nordisk Kunst. Treårskrigen 1848-50 gjorde imidlertid en afbrydelse i hans virksomhed. Han deltog som frivillig i det første års felttog; længere tillod hans helbred ham ikke at blive ved hæren. Efter sin hjemkomst malede han Reservesoldatens Afsked fra sin Familie, der på udstillingen 1850 blev solgt til Selskabet for nordisk Kunst, ved hvis opløsning det blev overdraget til Kunstmuseet. Billedet virker stærkt ved den dybe og alvorlige vemodsstemning, der hviler over det, og ved den overbevisende sandfærdighed, hvormed figurerne er karakteriserede og følelserne lagt for dagen. Det er formet med stor dygtighed og gennemført med en respekt for detaljerne, der har interesse som vidnesbyrd om det standpunkt, hvortil kunstneren senere i så henseende skulle nå op.
I årene 1851-54 udstillede Vermehren kun et enkelt maleri, men fuldendte netop i denne tid flere af sine vigtigste værker, deriblandt Hvedebrødsmanden (1851, Den Hirschsprungske Samling) og En jysk Faarehyrde paa Heden (malet 1855, hos Statens Museum for Kunst siden 1895).
I disse billeder har Vermehren fundet sit egentlige område: den rent objektive og fuldkommen lidenskabsløse skildring af den enkelte figur i den stilfærdigst mulige situation. Særlig i Faarehyrden er han nået dybt i retning af karakteristik; med største klarhed og fuldstændighed er der her gjort rede for den stille, fattige mand med den åndelige indsnævrede synskreds. Billedets poesi hviler i dets dybe, endeløse vemod; også som landskabsskildring står det højt; milevidt følger øjet den mørke, trøstesløse plade, der kun brydes af enkelte lyngknolde, og hvor de levende væsener næsten synes at markere ørkenstilheden endnu stærkere.

## Italien
I 1855 rejste Vermehren med Kunstakademiets understøttelse til Italien, hvor han opholdt sig to år og malede en del figurstudier, især dog interiører, gadepartier fra småbyerne og landskabsbilleder. En kortere tid tilbragte han i Paris, hvor han lærte at beundre – uden dog at efterligne – de udmærkede franske kolorister og især modtog et stærkt indtryk af Meissoniers kunst. Af malerierne fra Italien blev flere udstillede, således En italiensk Hyrdedreng og Parti fra Byen Gerano, begge 1858, det sidstnævnte nu i Kunstmuseet. Som flere andre af Vermehrens senere arkitektur- og landskabsbilleder indtager det ved sin farveharmoni en fremtrædende plads i hans produktion.
Efter sin hjemkomst vendte Vermehren sig imidlertid atter til de danske emner. I 1858 kom således En gammel Fisker, som hviler sig ved Stranden (Museet i Århus), i 1860 to hovedværker, En Sædemand og Huslig Scene i en fattig Bondestue.
Begge disse malerier blev købt til Kunstmuseet; det sidstnævnte hædredes med udstillingsmedaljen. En Sædemand er det højest vurderede og oftest gengivne arbejde af Vermehren. Ikke mindre betydeligt er dog det mindre billede med dets fuldendte behandling af rummet og dets lysforhold og med de kosteligt gennemførte figurer. Året efter købte museet atter et af hans værker, Tiggerbørn i et Bondekøkken, 1862 kom Parti i Landsbyen Vindstrup, der tillige med Parti ved Særslev (1864) og Det indvendige af en Bondegaard (1865, Kunstmuseet) hører til hans elskværdigste og med størst finfølelse gennemførte danske friluftsbilleder. Fra 1862 stammer et af hans mest påskønnede interiører, En Hestgardist, beskæftiget med at pudse sine Vaaben, der blev erhvervet af kong Frederik 7.. Hvad der i dette kunstværk særlig interesserede, var den mesterlige, til det yderste detaillerede gennemførelse så vel i farve og stofkarakteristik som i formen.
Samme år som Hestgardisten blev malet, foretog Vermehren med Det anckerske Legat sin anden store rejse, besøgte gallerierne i Holland og rejste derefter over Frankrig til Italien. Mellem hans senere kompositioner kunne nævnes En fattig Bondestue ved Middagstid, 1867 (Kristiania Kunstforening), En ung Dame ved sit Skrivebord, 1879, En Mand, der stopper sin Pibe, 1882, En ung Mand fra Midten af det 18. Aarhundrede, 1883, Besøg hos det gamle Tyende, 1885 (Kunstmuseet), Skakspillere, 1891 (Nationalmuseet i Stockholm), og Bedstefader, 1896.

## Portrætmaleri
Fra 1870 har Vermehren dog væsentlig virket som portrætmaler. I dette år var det, han sikrede sig rang som en af fagets ypperste ved det på bestilling af udstillingskomiteen udførte billede af maleren Jørgen Sonne – et kunstværk som stod lige højt ved sin grundige og åndfulde karakteropfattelse, ved fuldendt tegning og modellering og ved skønhed i foredraget. For udstillingskomiteen malede han senere portrætter af sig selv og af billedhuggeren professor August Saabye. Tre af hans arbejder af samme art, General Jonquiéres', skuespillerinde Anna Nielsens og skuespiller Phisters portrætter, kom til museet på Frederiksborg, biskop Fogs til Roskilde Domkirke.
Mange andre af hans portrætbilleder: Pastor Ferdinand Fenger, godsejer A. Hage, dr. Gotfred Rode, professor Frederik Ludvig Høedt osv. – er i privat eje. Endnu efter at være fyldt 80 år fortsatte han sin virksomhed som portrætmaler og viste sig i beundringsværdig grad som herre over de kunstneriske virkemidler.
Allerede tidligt udviklede Vermehren sig til den sikreste og mest korrekte af alle danske tegnere. Han erhvervede sig et overordentligt herredømme over lysvirkningerne og stor dygtighed i at samle alt, hvad der forelå ham, til en malerisk helhed. Hans foredrag kan være noget uldent -- i de små billeder – eller læderagtigt -- i portrætterne, men udmærker sig altid ved en i vor kunst enestående delikatesse. Hovedtrækket i hele hans produktion er den grundmurede agtelse for naturen i småt som i stort, den lige så skarpe som fint udviklede evne til sanddru og jævn iagttagelse og den klarhed og ædruelighed i skildringen, der stiller ham på en fremragende plads mellem århundredets realister.
- Vermehren blev medlem af Akademiet 1864
- Lærer ved dets malerskole 1865
- Professor ved samme 1873 (indtil 1901)
- Ridder af Dannebrog 1869, Dannebrogsmand 1888, Kommandør af 2. grad 1892 og af 1. grad 1901
- 1890-96 var han medlem af kommissionen for statens indkøb af kunstværker

Den 7. juli 1857 giftede han sig med Thomasine Ludvigne født Grüner (født 21. december 1833, død 26. februar 1877), datter af universitets- og kommunitetsforvalter, justitsråd Thomas Ludvig Grüner, (1782-1844) og Petrine Elisabeth født Beyer (1808-1863). Deres sønner Gustav Vermehren og Sophus Vermehren blev også malere, mens Frederik blev læge.
Han er begravet på Assistens Kirkegård.
| - Portrætmalerier af Frederik Vermehren - Kvindeportræt, 1852 - Portræt af Alexandre de Dompierre de Jonquières iført broderet sjal og blå velourhue, 1853 - Portræt af Anna de Dompierre de Jonquières, ukendt dato - Hans Lytzen Albeck, 1872 - Fiskerkone fra Hornbæk, 1883 - Dameportræt. Knæstykke, 1889 - Portræt af etatsrådinde Benedicte Collin, 1906 - Ditlev Lauritzen, 1908 |

| - Andre værker af Frederik Vermehren - Fra gården i Thotts Palais på Kongens Nytorv, 1845 - En kone syr en kjole til sit barnebarn i solskinnet foran et hus - 1847 - En spindekone, 1847 - En malkepige, der hviler sig, 1852 - Italiensk hyrdedreng, 1856 - Sygebesøg hos det gamle tyende, 1884 - Vinteraften ved Susåen, ukendt dato - En vandringsmand med sin stok i en døråbning, ukendt dato |

## Gengivelser
- Selvportræt 1886 (hos Udstillingskomiteen på Charlottenborg)
- Selvportræt i tegning 1875 (Den Hirschsprungske Samling)
- Maleri af Constantin Hansen 1851 (Frederiksborgmuseet) og ca. 1861 (sammesteds)
- Pennetegning af Frants Henningsen 1880
- Buster af H.W. Bissen og af Nielsine Petersen 1901 (Frederiksborgmuseet)
- Træsnit 1873, af H.P. Hansen 1882, af August Heimburger efter fotografi fra 1891 og af André Bork 1897 efter fotografi af Vilhelm Tillge.